# Novo Tepanje
Novo Tepanje je naselje u slovenskoj Općini Slovenskim Konjicama. Novo Tepanje se nalazi u pokrajini Štajerskoj i statističkoj regiji Savinjskoj. 

## Stanovništvo
Prema popisu stanovništva iz 2002. godine naselje je imalo 80 stanovnika.